# Carrinho (futebol)
Carrinho, em futebol e futsal, é um lance em que o jogador se atira no chão, projetando as pernas à frente.

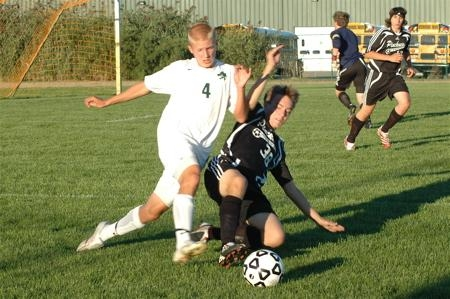
Desarme de carrinho com uma perna só.

Em geral, o objetivo é atingir a bola no menor tempo possível, deslocando-a em direção ao gol do adversário ("gol de carrinho") ou como passe para um companheiro ("passe de carrinho"), ou ainda impedindo que ela entre no seu próprio gol ("salvamento de carrinho"), saia de campo ("recuperação de carrinho") ou seja dominada pelo adversário ("desarme de carrinho").
Às vezes, no entanto, o carrinho é realizado em direção ao corpo do adversário, obstaculizando seu avanço ou seu domínio da bola - neste caso, trata-se de "carrinho faltoso", punido com falta contra o time do infrator  . Outras vezes, o jogador pode tentar atingir a bola mas, com a velocidade do lance, terminar atingindo também ou principalmente o adversário, sendo também punido com falta e, se for o caso, com advertência.
Mais recentemente, a Fifa tem recomendado aos árbitros que marquem falta em muitos lances de carrinho, mesmo que o adversário não seja atingido, pelo risco de jogada violenta desencadeado pelo jogador que executa o carrinho . Isso se aplica, por exemplo, quando o adversário está de costas ("carrinho por trás"), ou quando o gramado está molhado, aumentando as chances de um choque involuntário.